# Resolució 77 del Consell de Seguretat de les Nacions Unides
La Resolució 77 del Consell de Seguretat de les Nacions Unides, aprovada l'11 d'octubre de 1949, havent rebut i examinat el segon informe de progrés de la Comissió de les Nacions Unides sobre Armament Convencional, el Consell va dirigir al Secretari General de les Nacions Unides que transmetés l'informe, juntament amb els seus annexos, que acompanyaven la resolució i registre de la consideració del  Consell del tema a l'Assemblea General de les Nacions Unides per a la seva informació.
La resolució va ser adoptada amb nou vots a favor i dues abstencions de l'RSS d'Ucraïna i la Unió Soviètica.